# Felbring (Gemeinde Winzendorf-Muthmannsdorf)
Felbring ist eine Rotte in der Marktgemeinde Winzendorf-Muthmannsdorf im Bezirk Wiener Neustadt-Land in Niederösterreich.

## Geografie
Die Rotte liegt östlich unterhalb des Herrgottschnitzerhauses (826 m ü. A., ⊙) am Fuß der Hohen Wand und ist nur über die in der Nachbargemeinde liegenden Ortschaft Stollhof erreichbar; die nach Felbring führende Landesstraße L4074 endet im Ort. Am 1. April 2020 umfasste die Rotte 12 Adressen.

## Geschichte
Dem Franziszeischen Kataster von 1820 ist die Örtlichkeit unbekannt. An der Stelle der heutigen Ortslage befindet sich die Felber Wiesen und südöstlich davon der Felberbach. Im Adressbuch von Österreich war im Jahr 1938 in Felbring ein Erholungsheim verzeichnet.

## Genesungsheim Felbring
Zu einem wichtigen Arbeitgeber der Region wurde das Genesungsheim, das in den Jahren ab 1910 als „Erholungsheim der registrierten Hilfskasse 'Einigkeit', Wien I, Johannesgasse 4“ entstand. Das später auch als Heilstätte für Kriegsinvalide geführte Sanatorium war eine kleinere der Lungenheilanstalten im östlichen Alpenvorland, zu denen auch weltbekannte Sanatorien wie das Sanatorium Wienerwald oder das feudale Privatsanatorium am Hochegg zählten. Ursprünglich aus mehreren kleinen Pavillons bestehend, erlebte das von der Bevölkerung „die Felbring“ genannte Genesungsheim eine Blütezeit als „Genesungsheim Felbring der Allgemeinen Invaliden Versicherungsanstalt“ (später „Genesungsheim Felbring der Versicherungskasse für Industrie Angestellte“), in den späten Zwanzigerjahren des vorigen Jahrhunderts, die 1926 im Bau eines architektonisch interessanten Haupthauses gipfelte, das auch die Pavillons in ein einheitliches Erscheinungsbild integrierte. In den späten Jahren des Zweiten Weltkrieges diente die Lungenheilanstalt als Fliegerlazarett und wurde 1971, nach der Eröffnung des Herz-Kreislauf-Zentrums 1968, bis auf ein heute noch erhaltenes Fragment abgebrochen und neu gebaut. Ebenfalls noch existent ist die Einfriedungsmauer mit dem imposanten Einfahrtstor, das bis dato eine kleine Ahnung von der architektonischen Qualität der ehemaligen Lungenheilanstalt vermittelt.